# Speedklettern (Fels)
Beim Speedklettern am Fels geht es darum, eine Route am Fels so schnell wie möglich zu klettern. War früher Geschwindigkeit beim Alpinklettern vor allem nötig, um Gefahren wie Steinschlag und Wetterumsturz zu minimieren, ist sie heute oftmals ein eigenständiges Ziel einer Begehung. Die gewählten Routen sind häufig sehr lange Mehrseillängenrouten, für deren normale Begehung 3 bis 4 Tage benötigt werden. Besonders bekannt sind die Geschwindigkeitsrekorde in der Eiger-Nordwand (Schweiz) und in der Nose am El Capitan (USA). Speedklettern am Fels ist schwierig und facettenreich und gehört zu den risikobehaftesten Spielarten des Kletterns.

## Definition und Spielarten

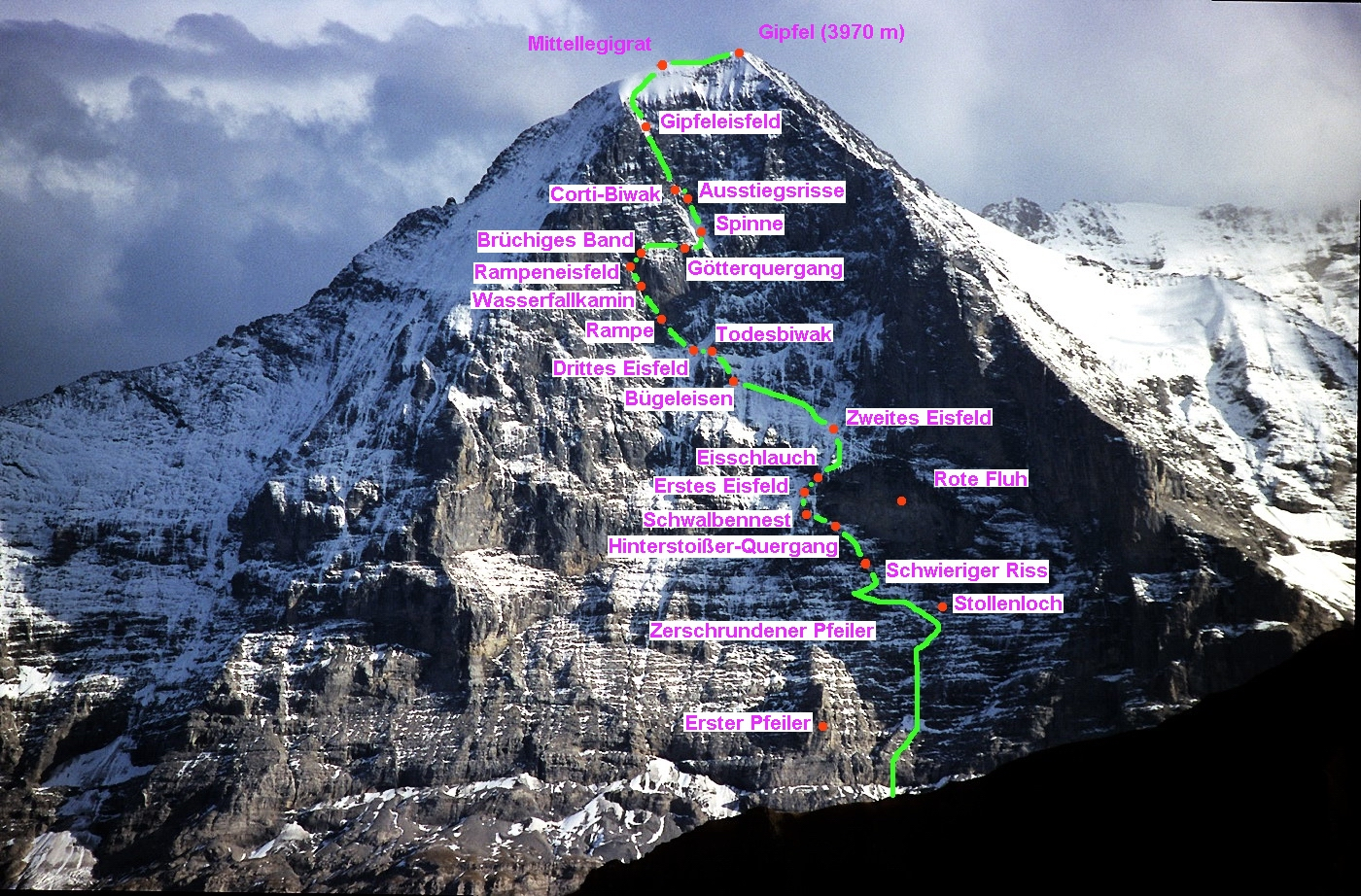
Heckmair-Route in der Eiger-Nordwand

Ziel ist immer, für das Zurücklegen einer bestimmten Tour oder Strecke die schnellste Begehung zu erzielen. Als Maß der Dinge gilt heutzutage die schnellste bekannte Zeit (auch Fastest Known Time, kurz FKT genannt). Die Zeitmessung selbst wird mittels GPS verifiziert. Es wird auch zwischen der benötigten Zeit für den Aufstieg und der benötigte Zeit für Aufstieg und Abstieg unterschieden. Ob bei der Begehung Unterstützung in Anspruch genommen wurde oder nicht, spielt eine wichtige Rolle, Unterstützung kann z. B. in Form von angebrachten Fixseilen oder bereits eingehängten Exen sein. Die Art der Begehung spielt auch eine Rolle, als Seilschaft oder als Solo-Begehung. Es gibt eine Frauen- und Männerwertung.
Speedklettern kann viele Facetten annehmen. Einerseits gibt es diejenigen Kletterer, die Routen in einer der großen Wände wie die Peuterey Integral am Mont Blanc, die Heckmair-Führe am Eiger, den Walker-Pfeiler an der Grandes Jorasses oder die Nose am El Capitan in besonders kurzer Zeit besteigen wollen. Eine andere Möglichkeit sind Überschreitung oder Enchainments. Bei Überschreitungen wird eine Wand oder ein Berg über eine Route begangen und über eine andere Route wieder abgestiegen; einige benutzen den anderen Abstieg, um in die nächste Route einzusteigen. Dies ist dann ein Enchainment, bei dem mehrere Routen hintereinander begangen werden. Die andere Möglichkeit ist beim Höhenbergsteigen, wie schnell ein Achttausender bestiegen werden kann. Besonderes Problem ist hierbei die Akklimatisation an die Höhe.

## Geschichte
In den letzten 20 Jahren wurden die Leistungsgrenzen von Kletterern kontinuierlich nach oben verschoben. Grund waren deutlich bessere Möglichkeiten zur Absicherung, die es erlauben, höhere Risiken einzugehen, sowie systematisches und zielgerichtetes Training. Insbesondere beim Big-Wall-Klettern konnten aufbauend auf den Erfahrungen der Vorgänger und durch ausgeklügelte Trainingssysteme die enormen Geschwindigkeiten über Stunden gehalten werden. Voraussetzung ist auch ein systematisches Ausdauertraining vorwiegend im Grundlagenbereich, um die Leistung abrufen zu können.
Bereits 1911 ist Paul Preuß in nur 2,5 Stunden durch die Westwand des Totenkirchls im Wilden Kaiser gestiegen – vorher lag die Bestzeit bei 7 Stunden. Seine Schnelligkeit lag an seiner Leistungsfähigkeit, aber auch an einem Verzicht von großen Teilen der Standardausrüstung. Eine Vorgehensweise, wie sie heute noch üblich ist.

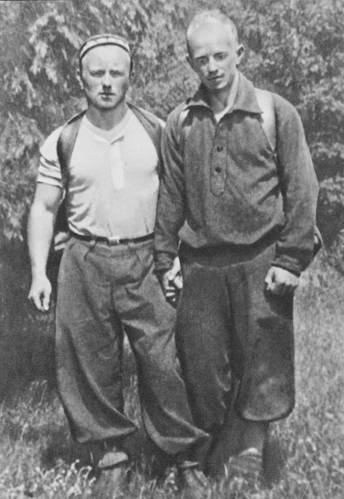
Yevgeniy und Vitaly Abalakov (rechts)

In Russland gab es bereits in den 1930er Jahren Wettbewerbe für den schnellsten Kletterer, ab 1955 wurden die Wettbewerbe unter dem Einfluss von Vitaly Abalakov (russischer Bergsteiger, 1906–1986) zunehmend standardisiert. Westliche Kletterer waren erstmals 1975 zugelassen, erstmals dabei waren Robert Paragot und Otto Wiedmann. Beide kamen zu dem Schluss, dass diese Form des Wettkampfkletterns ein extrem hohes Trainingsniveau erfordert.

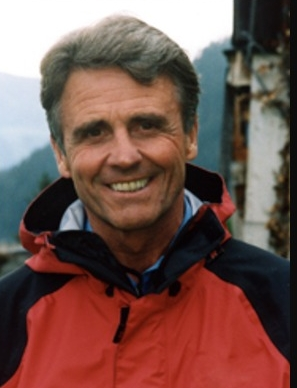
Peter Habeler

Ein verbürgter Geschwindigkeitsrekord in einer großen Wand war im August 1974, als Peter Habeler und Reinhold Messner in nur 10 Stunden über die Heckmair-Route durch die Eiger-Nordwand stiegen. Das war damals eine absolute Sensation, über die in Alpinzeitungen rund um den Globus berichtet wurde, so auch im Mountain Magazine. In dieser haben Bridwell und Westbay den Bericht über die Besteigung gelesen. Dieser inspirierte sie so sehr, dass sie zusammen mit John Long auch einen Versuch starteten, die Nose am El Capitan in einem Tag zu besteigen. Sie erreichten den Ausstieg in nur 15 Stunden und nannten die Begehung darauf NIAD (Nose in one day).
Im April 2007 konnte Hansjörg Auer den „Weg durch den Fisch“ in der Marmolata-Südwand, Dolomiten in weniger als 3 Stunden bewältigen, das war der bis dahin längste und schwierigste Soloanstieg in kürzester Zeit. Im deutschsprachigen Raum wurde das alpine Speedklettern vor allem durch die Unternehmungen der Brüder Huber bekannt, insbesondere deren Speedbegehung der Nose am El Capitan 2007 inklusive des dazugehörigen Spielfilms und der Werbung.
Anton Palzer gelang die Watzmann-Überschreitung in 3:06 Stunden, das waren immerhin 2500 Höhenmeter und 23 Kilometer Länge.
Bereits 1986 gelang Peter Croft und John Bachar die Kombination aus Nose am El Capitan und Half Dome in einem Tag. Dean Potter war für die Kombination aus Bigwalls, Solo-Begehung und schnellen Anstiegen besonders talentiert. Er war der erste, dem die Durchsteigung der Nose am El Capitan und der Nordwestwand am Half Dome Free solo innerhalb eines Tages gelang, in 23 Stunden und 40 Minuten. Im Oktober 2023 durchstiegen die beiden Schweizer Yannick Glatthard und Simon Wahli die drei Grate des Salbitschijen (2985 m) in 5:53 Stunden, das waren immerhin 70 Seillängen und über 1500 Klettermeter. Zum Vergleich: die Erstbesteiger des Westgrates Louis Henchoz, Betty Favre und Ernest Favre benötigten 1948 nur für einen Grat drei Tage.
Ein besonderer Speedrekord gelang Kilian Jornet im August 2024: er bestieg alle 82 Viertausender der Alpen in nur 19 Tagen. Dabei hat er insgesamt eine Distanz von 1.207 Kilometern zurückgelegt und insgesamt 75.344 Höhenmeter überwunden.
Im Juli 1953 stieg Hermann Buhl in nur 41 Stunden im Alleingang auf den Nanga Parbat, 2023 benötigten Benedikt Böhm und Prakash Sherpa 12:35 Stunden, um den Gipfel des Cho Oyu (8188 m) zu erreichen. Grace Tseng aus Taiwan erreichte 2022 nach nur 13 Stunden den Gipfel des Manaslu, sie ist damit die schnellste Frau, die je einen Gipfel eines Achttausenders ohne Sauerstoff erreichte.
Einen besonderen Geschwindigkeitsrekord erreichten die beiden 18-Jährigen Bertl Rahm und Adolf Wilhelm im Frühjahr 1945, sie wollten den Großvenediger besteigen. Die knapp 120 km lange Anreise legten sie mit dem Fahrrad zurück. Sie bestiegen den Berg mit Skiern über das Obersulzbachkees, danach sind sie abgefahren. Die beiden sind dann mit Fahrrad und Ski am Rucksack wieder nach Hause geradelt. Für diese ganze Aktion mit Anfahrt, Besteigung, Abfahrt und Heimfahrt haben die beiden deutlich weniger als 24 Stunden gebraucht. Nachahmer versuchten nicht sie zu übertreffen, sondern lediglich ebenfalls unter 24 Stunden zu bleiben.

## Vorbereitung und Klettertechnik
Alpine Speedbegehungen sind mit einem hohen Risiko verbunden, sowohl in einer Seilschaft in teils technischer Kletterei und noch mehr als Free-Solo-Begehung. Nach Aussage von Arnold komme es auf die Relation von objektiver Schwierigkeit auf der einen Seite und auf persönliche Faktoren wie Erfahrung, Können und Fitness auf der anderen Seite an. Mehrere erfolgreiche Kletterer, die bereits alpine Speedbegehungen durchgeführt haben, betonen, dass eine sehr sorgfältige Vorbereitung und realistische Selbsteinschätzung unabdingbar ist. Die Touren werden häufig zigfach im normalen Tempo und mit Sicherung begangen, um jede auch nur im Ansatz kritische Stelle genau zu kennen. Toni Palzer meinte auch, es wäre wichtig, immer einen Plan B im Kopf zu haben und auch aufzugeben und umzukehren, falls eine Situation kritisch werden könnte.
Schnelligkeit wird auch durch ein Minimum an Ausrüstung unterstützt, desto weniger zu tragen ist, desto schneller kann geklettert werden. Solobegehungen sind schneller als Seilschaften, da die Zeit für Sicherungen wegfällt. Seilschaften wiederum gehen häufig am laufenden Seil, also beide gleichzeitig. Auch das unterstützt die Schnelligkeit, vermindert aber die Sicherheit.

## Bekannte Begehungen mit Speedrekorden
Im Folgenden sind einige der bekannten Speedrekorde beispielhaft genannt.

### Große Wände und Big-Walls
| Datum      | Zeit      | Begeher                          | Anmerkungen                                            |
| ---------- | --------- | -------------------------------- | ------------------------------------------------------ |
| 1950       | 18 Std.   | Leo Forstenlechner Erich Waschak | Erste Begehung innerhalb eines Tages                   |
| 14.08.1974 | 10 Std.   | Peter Habeler Reinhold Messner   | Erste nachgewiesene Speedbegehung einer großen Wand.   |
| 27.08.1983 | 4:50 Std. | Thomas Bubendorfer               | Free-Solo-Begehung, Rekord bestand knapp 20 Jahre lang |
|            | 4:30 Std. | Christoph Hainz                  |                                                        |
| 13.02.2008 | 2:48 Std. | Ueli Steck                       | Free-Solo-Begehung                                     |
| 20.04.2011 | 2:28 Std. | Dani Arnold                      | Free Solo-Begehung                                     |
| 18.11.2015 | 2:22 Std. | Ueli Steck                       | Free Solo-Begehung                                     |

| Datum | Zeit      | Begeher                  | Anmerkungen                                                                 |
| ----- | --------- | ------------------------ | --------------------------------------------------------------------------- |
| 1931  | 2 Tage    | Franz Schmid Toni Schmid | Erste Begehung der Nordwand                                                 |
| 1969  | 4:10 Std  | Jean Troillet            |                                                                             |
| 2009  | 1:56 Std. | Ueli Steck               | Solo-Begehung, mit einer leichten Variante der klassischen Route von Schmid |
| 2017  | 1:46 Std. | Dani Arnold              |                                                                             |

| Datum                          | Zeit (hh:mm:ss)                | Begeher                              | Anmerkungen |
| Rekord im Technischen Klettern | Rekord im Technischen Klettern | Rekord im Technischen Klettern       | Rekord im Technischen Klettern |
| ------------------------------ | ------------------------------ | ------------------------------------ | --- |
| 1975                           | 15 Std.                        | Jim Bridwell John Long Billy Westbay | Erste Begehung innerhalb eines Tages |
| 1979                           | 12 Std.                        | Thierry Renault Pascal Etienne       | [ 21 ] |
| 1984                           | 9:30 Std.                      | Romain Vogler Duncan Critchley       | [ 21 ] |
| 1992                           | 4:22:00                        | Peter Croft Hans Florine             | |
| 29.09.2002                     | 2:48:55                        | Hans Florine Yūji Hirayama           | Erste Begehung unter drei Stunden. |
| 2007                           | 2:45:45                        | Alexander Huber Thomas Huber         | Eine vorhergehende Begehung wurde im Film "Am Limit" festgehalten.                                                                            |
| 06.06.2018                     | 1:58:13                        | Tommy Caldwell Alex Honnold          | Erste Begehung in unter zwei Stunden |
| Rekord im Freiklettern         |                                |                                      | |
| 19.–20.09.1994                 | 23:46:00                       | Lynn Hill                            | Erstbegehung im Freiklettern |
| 17.10.2008                     | <12 Std.                       | Tommy Caldwell                       | Gesichert von Beth Rodden, mit der er die Route kurz zuvor gemeinsam innerhalb von vier Tagen frei durchstiegen hatte.                        |
| 30.10.2008                     | 11 Std.                        | Tommy Caldwell                       | Gesichert von Beth Rodden. Teil der erfolgreichen freien Begehung von The Nose und Freerider innerhalb eines Tages (23:23 Std.). (Stand 2024) |
| Weitere Rekorde                |                                |                                      | |
| 31.10.2014                     | 04:43:00                       | Libby Sauter Mayan Smith-Gobat       | Schnellste Frauen-Seilschaft (Stand 2023) |
| 1989                           | < 24 Std.                      | Steve Schneider                      | Erste Solo-Begehung innerhalb eines Tages |
| 10.10.2023                     | 04:39:00                       | Nick Ehman                           | Schnellste Solo-Zeit (Stand 2023) |

| Datum   | Zeit      | Begeher                    | Anmerkungen |
| ------- | --------- | -------------------------- | --- |
| 09.1961 | 8:30 Std. | Steve Roper Frank Sacherer | Erste Onsight-Begehung einer Route im Grad UIAA V innerhalb eines Tages.                                                                         |
| 1961    | 3:15 Std. | Royal Robbins Tom Frost    | Am Tag nach der Begehung von Roper und Sacherer. Erstmals wurden Techniken des gleichzeitigen Kletterns an einem Big Wall in Yosemite verwendet. |

### Überschreitungen und Enchainment
| Datum   | Zeit         | Begeher                       | Anmerkungen |
| ------- | ------------ | ----------------------------- | --- |
| 1986    | in einem Tag | Peter Croft John Bachar       | Die Kombination aus Nose am El Capitan und Half Dome |
| 1986    | 23:40        | Dean Potter                   | Die Kombination aus Nose am El Capitan und Half Dome solo |
| 2017    |              | Dani Arnold                   | Alle sechst großen Nordwände (Eiger, Matterhorn, Grandes Jorasses, Große Zinne, Piz Badile, Petit Dru) solo und in Rekordzeit zu durchsteigen. Diese Leistung wurde in der Dokumentation „Duell am Abgrund“ festgehalten. |
| 10.2023 | 5:53 Std.    | Yannick Glatthard Simon Wahli | Die drei Grate des Salbitschijen (2985 m), 70 Seillängen und über 1500 Klettermeter. |

### Höhenbergsteigen insbesondere Achttausender
| Datum                   | Zeit                   | Begeher                | Anmerkungen                                               |
| Mit Flaschensauerstoff  | Mit Flaschensauerstoff | Mit Flaschensauerstoff | Mit Flaschensauerstoff                                    |
| ----------------------- | ---------------------- | ---------------------- | --------------------------------------------------------- |
| 1988                    | <24 Std.               | Marc Batard            | Erste Begehung innerhalb eines Tages (Base Camp – Gipfel) |
| 21.05.2004              | 8:10:00                | Pemba Dorjee Sherpa    | [ 29 ]                                                    |
| Ohne Flaschensauerstoff |                        |                        |                                                           |
| 25.05.2006              | 16:42:00               | Christian Stangl       | [ 30 ]                                                    |

| Datum      | Zeit     | Begeher                      | Anmerkungen |
| ---------- | -------- | ---------------------------- | ----------- |
| 07.10.2023 | 12:35:00 | Benedikt Böhm Prakash Sherpa | [ 3 ]       |

| Datum   | Zeit     | Begeher      | Anmerkungen |
| ------- | -------- | ------------ | ----------- |
| 07.1953 | 41:00:00 | Hermann Buhl | Alleingang  |

| Datum | Zeit       | Begeher                           | Anmerkungen |
| ----- | ---------- | --------------------------------- | ----------- |
| 2023  | 92 Tage:00 | Kristin Harila Tenjen Lama Sherpa | [ 3 ]       |